# Petra Schierl
Petra Christiane Schierl (* 19. Januar 1975 in München) ist eine deutsch-schweizerische Altphilologin.

## Leben
Nach dem Abitur in Tutzing im Jahr 1994 studierte sie bis 1995 an der Eberhard Karls Universität Tübingen, bis 2000 an der University of Oxford (B.A., Master) und anschließend an der Ludwig-Maximilians-Universität München, wo sie ein Promotionsstipendium im interdisziplinären DFG-Graduiertenkolleg Textkritik als Grundlage und Methode historischer Wissenschaften innehatte. 2004 wurde sie mit einem Kommentar zu den Fragmenten der Tragödien des Marcus Pacuvius summa cum laude promoviert. Im selben Jahr wurde sie wissenschaftliche Assistentin an der Universität Basel, wo sie sich 2014 mit einer Arbeit zu den Eclogae des Vergil im Fach Klassische Philologie habilitierte. 2009 und 2010 absolvierte sie mit einem Stipendium des Schweizer Nationalfonds Forschungsaufenthalte an der University of St Andrews und der Princeton University.
Als Privatdozentin lehrte Schierl weiterhin laufend in Basel und übernahm zusätzlich mehrere Professurvertretungen an Universitäten in Deutschland und der Schweiz: an der Humboldt-Universität zu Berlin (2014–2015 und 2022), an der Universität Bern (2017), an der Universität Mainz (2017–2018), an der Universität Eichstätt-Ingolstadt (2020–2021), an der Universität München (2022–2023) sowie an der Universität Basel (2023). Zudem war sie 2017 Senior Fellow an der Technischen Universität Dresden. Nach ihrer Habilitation war Schierl auch Mitarbeiterin in einem Ausstellungsprojekt zu Erasmus von Rotterdam an der Universität Basel (2015–2016) sowie in zwei Forschungsprojekten: Von 2015 bis 2017 arbeitete sie in Basel an einem Projekt zu Conrad Gessner und von 2019 bis 2022 zu den Fragmenten römischer Tragiker an der Universität Bamberg.
In ihrer Forschung beschäftigte sich Schierl mit der lateinischen Literatur von der Zeit der römischen Republik bis zur Spätantike und deren Rezeption in der frühen Neuzeit. Zu ihren engeren Schwerpunkten gehören das römische Drama und seine Rezeption bei Cicero, die Bukolische Dichtung in der Antike, Spätantike und der Renaissance, die Dichtung der Spätantike sowie die Rezeption der Naturalis historia des älteren Plinius.

## Veröffentlichungen
- Die Tragödien des Pacuvius. Ein Kommentar zu den Fragmenten mit Einleitung, Text und Übersetzung (= Texte und Kommentare. Band 28). Walter de Gruyter, Berlin/New York 2006, ISBN 978-3-11-018249-1.
- mit Henriette Harich-Schwarzbauer (Hrsg.): Lateinische Poesie der Spätantike. Internationale Tagung in Castelen bei Augst, 11.–13. Oktober 2007 (= Beiträge zur Altertumswissenschaft Band 36). Basel 2009, ISBN 978-3-7965-2411-0.
- mit Ueli Dill: Das bessere Bild Christi. Das Neue Testament in der Ausgabe des Erasmus von Rotterdam (= Publikationen der Universitätsbibliothek Basel. Band 44). Schwabe, Basel 2016, ISBN 978-3-7965-3685-4.
- mit Seraina Plotke (Hrsg.): De mulieribus claris: Gebildete Frauen – bedeutende Frauen – vergessene Frauen (= Gender studies in den Altertumswissenschaften. Band 9). Wissenschaftlicher Verlag Trier, Trier 2020, ISBN 978-3-86821-871-8.
- Tragicorum Romanorum Fragmenta. Band 3: Pacuvius. Vandenhoeck & Ruprecht, Göttingen 2023, ISBN 978-3-525-25030-3.
- Conrad Gessner: Fossilienbuch. Übersetzt und herausgegeben. Schwabe, Basel 2024, ISBN 978-3-7965-4610-5.